# Милош Тркуља
Милош Тркуља (1907—1973) био је млинар у Малој Трепчу на Кордуну, антифашиста и монархиста, заговорник грађанске политичке опције у Југославији.

## Биографија
Милош Тркуља је рођен 15. септембра 1907. године у Малој Трепчи. Петоразредну основну школу завршио је у Горњем Сјеничаку у којој му је учитељ био Матија Дмитровић. Као одличан ученик био је Привредников стипендиста и упућен на занат из машинства. Војску Краљевине Југославије служио је 1929. године у Рајловцу код Сарајева као авиомеханичар стичући неопходна техничка знања која ће му бити од користи када 1932. године у Малој Трепчи буде основао млин са два пара камена на моторни погон. Био је то тада једини такви млин у севером дијелу Кордуна од Топуског до Карловца. Путујући по цијелој држави  као заљубљеник мото-спорта до Другог свјетског рата на Кордун доноси бројне техничке иновације. Заједно са цијелим селом усташе су млин 1941. године запалиле, којега 1945. године обнавља и наредних година проширирује, модернизује (од 1958. жито меље на ваљке) и прилагођава на електрични погон. Пилану дозиђује 1951. године. Млин и пилана у Малој Трепчи радили су све до 1995. године и Хрватског прогона Срба са Кордуна.
Као противник уједињења СДСа Светозара Прибићевића и ХССа Стјепана Радића заједно са Михајлом Мамулом 1932. године покушава да оснује огранак Југословенске радикалне заједнице за Кордун. Проглашењем НДХ прикључује се антифашистичкој борби на Кордуну сматрајући грешком што водство покрет преузимају комунисти. У љето 1941. одвраћа народ у Малој Трепчи, Сјеничаку и Пјешћанице од прекрштавања сматрајући то издајом српске православне вјере и усташком преваром. Групе које су кренуле на прекрштавање у Глину пресреће и враћа кући. У току рата помаже формирању партизанске болнице у шуми Туклеч код Острожина и одржавању њених постројења. У мјесном НОО у Малој Трепчи и Пјешћаници био је одборник од 1942. године.
Због веза са покретом Момчила Ђуића који је преко учитеља Милша Ђанковића из Вргинмоста успоставио 1942. година био у немилости нове комунистичке власти. Монархистичка и антикомунистичка увјерења била су разлог зашто је од 1952. до 1957. године више пута хапшен. До избора патријарха Германа био је члан црквених одбора у Карловцу и Топуском.
Милош Тркуља је имао велики углед на Кордуну и одржавао везе широм државе. Доказао је да се и у малим селима радом, иновацијом и вољом може покрениту успјешна занатска дјелатност. 
Умро је 17. јуна 1973. и сахрањен је у Малој Трепчи.

## Извор
- Зборник: Вргинмост - претакање судбине, Крајишки културни центар, Београд, . 2020. ISBN 978-86-902392-0-7. Недостаје или је празан параметар |title= (помоћ) страна 795